# Carl Peter Holbøll
Carl Peter Holbøll (1795–1856) var en dansk officer i den danske marine.
Holbøll var inspektør for Nordgrønland 1825–1828, og senere inspektør for Sydgrønland (1828–1856). Da han havde denne stilling blev han interesseret i naturhistorie. Han beskrev hvidsisken (Carduelis hornemanni), som han navngav for den danske botaniker J.W. Hornemann. I en periode bar jagtfalken og den gråstrubede lappedykker hans navn. Omklassificering satte nye krav til navngivning, dermed faldt hans navn bort. 
Holbøll var også botaniker og entomolog.

## Arbejde
- Ornithologiske Bidrag til den grønlandske Fauna. Naturhistorisk Tidsskrift 4: 361-457. (1843)